# Вікторин (Куявсько-Поморське воєводство)
Вікторин (пол. Wiktoryn) — село в Польщі, у гміні Ваґанець Александровського повіту Куявсько-Поморського воєводства.
Населення — 147 осіб (2011).
У 1975-1998 роках село належало до Влоцлавського воєводства.

## Демографія
Демографічна структура станом на 31 березня 2011 року:
|          | Загалом | Допрацездатний вік | Працездатний вік | Постпрацездатний вік |
| -------- | ------- | ------------------ | ---------------- | -------------------- |
| Чоловіки | 82      | 30                 | 47               | 5                    |
| Жінки    | 65      | 17                 | 37               | 11                   |
| Разом    | 147     | 47                 | 84               | 16                   |